# لورانس فرراری
لورانس فرراری به فرانسوی (Laurence Ferrari) متولد ۵ جولای ۱۹۶۶روزنامه‌نگار فرانسوی است، که بیشتر به عنوان مجری اخبار هفتگی کانال تی‌اف۱ شناخته شده است. او گاهی در برنامه رادیویی اروپ ۱ (Europe 1) نیز فعالیت می‌کند.

## زندگی شخصی

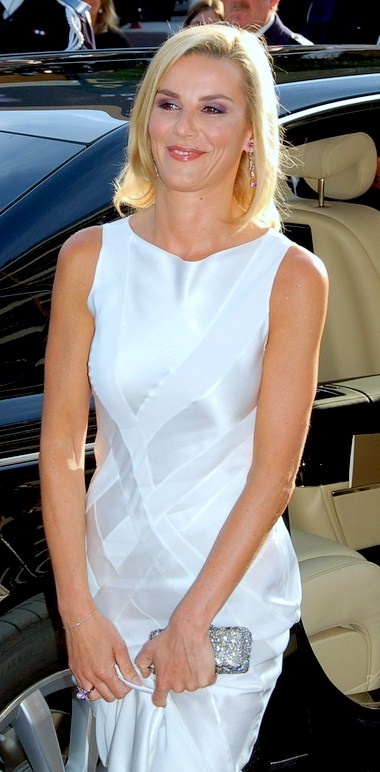
لورانس فراری ۲۰۰۸

لورانس فرراری در ۹ اکتبر ۱۹۹۳ با توماس هوگوس، روزنامه‌نگار فرانسوی ازدواج کرد. حاصل این ازدواج دو فرزند به نام باپتیست و لتیسیا است. لورانس و همسرش در سال ۲۰۰۷ از یکدیگر جدا شدند. لورانس از سال ۲۰۰۸ زندگی مشترک خود را با رنه کاپوسون آغاز کرد و در ۳ جولای ۲۰۰۹ در محله ۱۶ پاریس با او ازدواج کرد. حاصل این ازدواج پسری به نام الیوت است که در سال ۲۰۱۰ متولد شد.